# Acta Angiologica
Acta Angiologica – oficjalny kwartalnik Polskiego Towarzystwa Angiologicznego oraz Polskiego Towarzystwa Chirurgii Naczyniowej wydawany przez Wydawnictwo Via Medica. Redaktorem naczelnym jest prof. Tomasz Zubilewicz. Zastępcami redaktora naczelnego są: prof. Aldona Dembińska-Kieć, prof. Andrzej Dorobisz oraz prof. Małgorzata Szczerbo-Trojanowska.
W skład rady naukowej wchodzą samodzielni pracownicy naukowi z tytułem profesora lub doktora habilitowanego z Polski oraz z zagranicy. Artykuły ukazują się w wersji dwujęzycznej (polskiej i angielskiej), obejmują tematyką pełny zakres chorób układu naczyniowego.

## Działy
- prace poglądowe
- prace oryginalne
- opisy przypadków

## Indeksacja
- Index Copernicus (IC)
- EMBASE

Współczynniki cytowań:
- Index Copernicus (2020): 120,72[1]

Na liście czasopism punktowanych przez polskie Ministerstwo Nauki znajduje się w części B z dziewięcioma punktami.